# Anabarhynchus albosetosus
Anabarhynchus albosetosus är en tvåvingeart som beskrevs av Lyneborg 2001. Anabarhynchus albosetosus ingår i släktet Anabarhynchus och familjen stilettflugor. Inga underarter finns listade i Catalogue of Life.